# Woodstock: Three Days of Peace and Music
Woodstock: Three Days of Peace and Music ist eine 4-CD-Box mit Liveaufnahmen des Woodstock-Festivals von 1969. Diese Aufnahme enthält Titel der Alben Woodstock: Music from the Original Soundtrack and More und Woodstock 2, bei denen Ansagen, Gespräche der Musiker, Publikumsgesang und Ähnliches entfernt wurden, sowie bisher unveröffentlichte Aufnahmen des Festivals.

## Titelliste

### CD 1
1. Handsome Johnny *
2. Freedom
  - Tracks 1–2: Richie Havens.
3. The “Fish” Cheer/I-Feel-Like-I’m-Fixin’-To-Die Rag
  - Track 3: Country Joe McDonald.
4. Rainbows All Over Your Blues
5. I Had A Dream
  - Tracks 4–5: John B. Sebastian.
6. If I Were a Carpenter *
  - Track 6: Tim Hardin.
7. Beautiful People
  - Track 7: Melanie.
8. Coming Into Los Angeles
9. Walking Down The Line *
  - Tracks 8–9: Arlo Guthrie.
10. Joe Hill
11. Sweet Sir Galahad
12. Drug Store Truck Drivin’ Man – featuring Jeffrey Shurtleff
  - Tracks 10–12: Joan Baez.
13. Soul Sacrifice
  - Track 13: Santana.
14. Blood Of The Sun
15. Theme For An Imaginary Western
  - Tracks 14–15: Mountain.

### CD 2
1. Leaving This Town *
2. Going Up the Country
  - Tracks 1–2: Canned Heat.
3. Commotion *
4. Green River *
5. Ninety-Nine and a Half (Won’t Do) *
6. I Put a Spell on You *
  - Tracks 3–6: Creedence Clearwater Revival.
7. Try *
8. Work Me, Lord *
9. Ball and Chain *
  - Tracks 7–9: Janis Joplin.
10. Medley: Dance to the Music/Music Lover/I Want to Take You Higher
  - Track 10: Sly & The Family Stone.
11. We’re Not Gonna Take It
  - Track 11: The Who.

### CD 3
1. Volunteers
2. Somebody To Love *
3. Saturday Afternoon/Won't You Try
4. Uncle Sam Blues *
5. White Rabbit *
  - Tracks 1–5: Jefferson Airplane.
6. Let’s Go Get Stoned *
7. With A Little Help From My Friends
  - Tracks 6–7: Joe Cocker.
8. Rock & Soul Music
  - Track 8: Country Joe and the Fish.
9. I’m Going Home
  - Track 9: Ten Years After.
10. Long Black Veil *
11. Loving You Is Sweeter Than Ever *
12. The Weight *
  - Tracks 10–12: The Band.
13. Mean Town Blues *
  - Track 13: Johnny Winter.

### CD 4
1. Suite: Judy Blue Eyes
  - Track 1: Crosby, Stills & Nash.
2. Guinnevere
3. Marrakesh Express
4. 4+20
5. Sea Of Madness
  - Tracks 4–5: Crosby, Stills, Nash & Young
6. Find The Cost Of Freedom *
  - Track 6: Crosby, Stills & Nash.
7. Love March
  - Track 7: Paul Butterfield Blues Band.
8. At The Hop
  - Track 8: Sha Na Na.
9. Voodoo Child (Slight Return)/Stepping Stone *
10. The Star Spangled Banner
11. Purple Haze
  - Tracks 9–11: Jimi Hendrix.

[*] Bisher unveröffentlicht